# قرار مجلس الأمن التابع للأمم المتحدة رقم 404
قرار مجلس الأمن التابع للأمم المتحدة رقم 404، المعتمد في 8 فبراير 1977، بعد الاستماع إلى ممثل بنين، وأكد المجلس مجدداً أنه يجب على الدول الامتناع عن التهديدات واستخدام القوة في علاقاتها الدولية، وقرر إنشاء بعثة خاصة مؤلفة من ثلاثة أعضاء في المجلس للتحقيق في أحداث 16 يناير 1977 ضد البلد. وقد تم فحص نتائج تقرير البعثة الخاصة في القرار 405.
وقد أبلغت جمهورية بنن الشعبية المجلس بهذا الحادث في 26 كانون الثاني / يناير 1977، بعد أن هاجم مرتزقة أجانب المطار ومدينة كوتونو لكنهم اضطروا في وقت لاحق إلى الإنسحاب.
ولم ترد تفاصيل عن التصويت، إلا أنه تم اعتماده «بتوافق الآراء».

## روابط خارجية
- نص القرار في undocs.org